# Родина Ґрітті

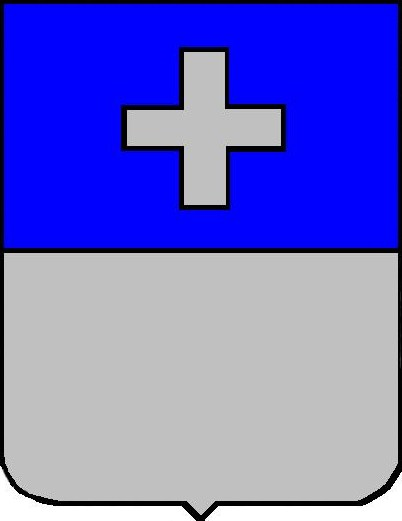
Герб родини Ґрітті

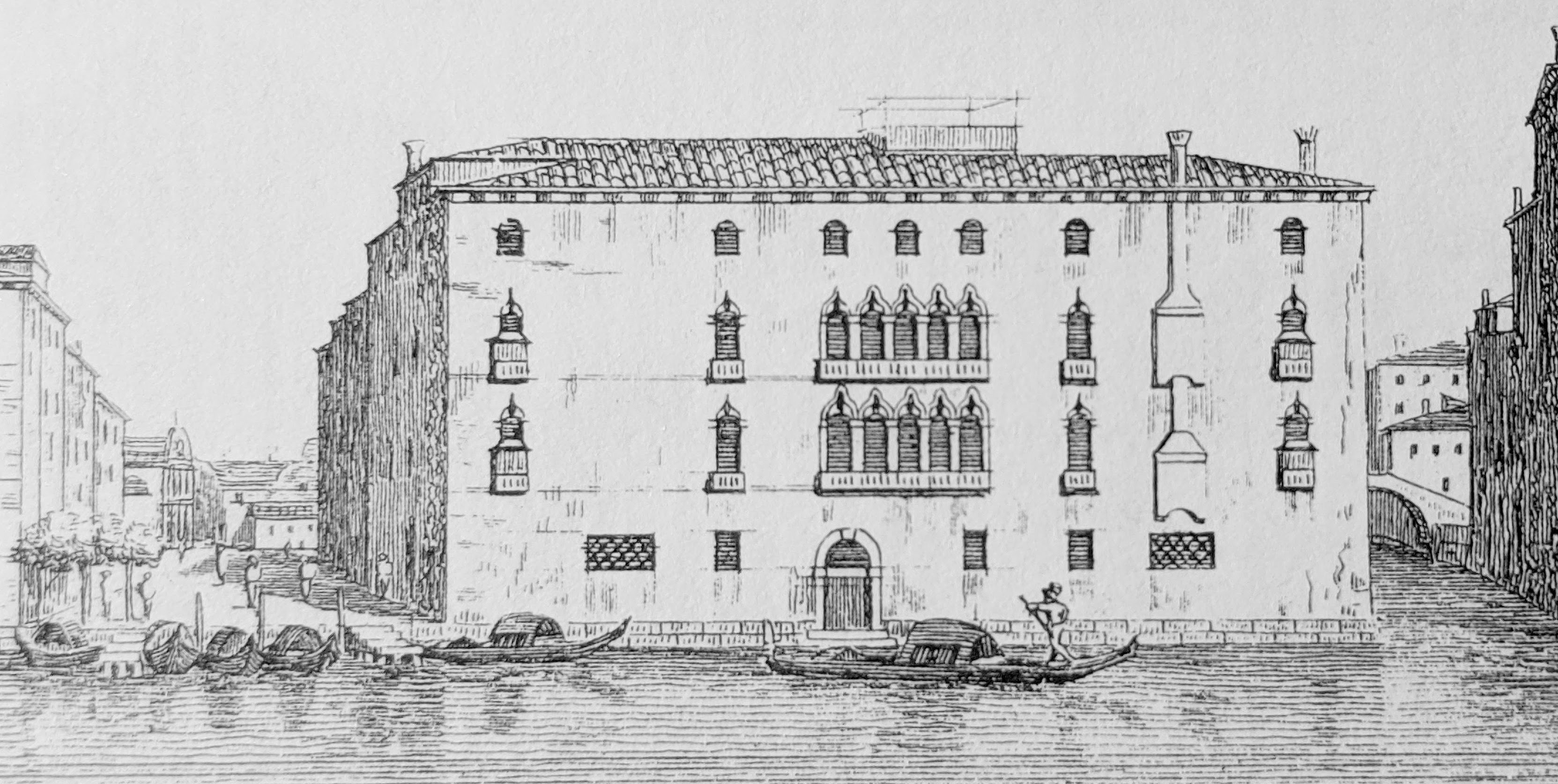
Палаццо Пізані-Ґрітті, 1828 р.

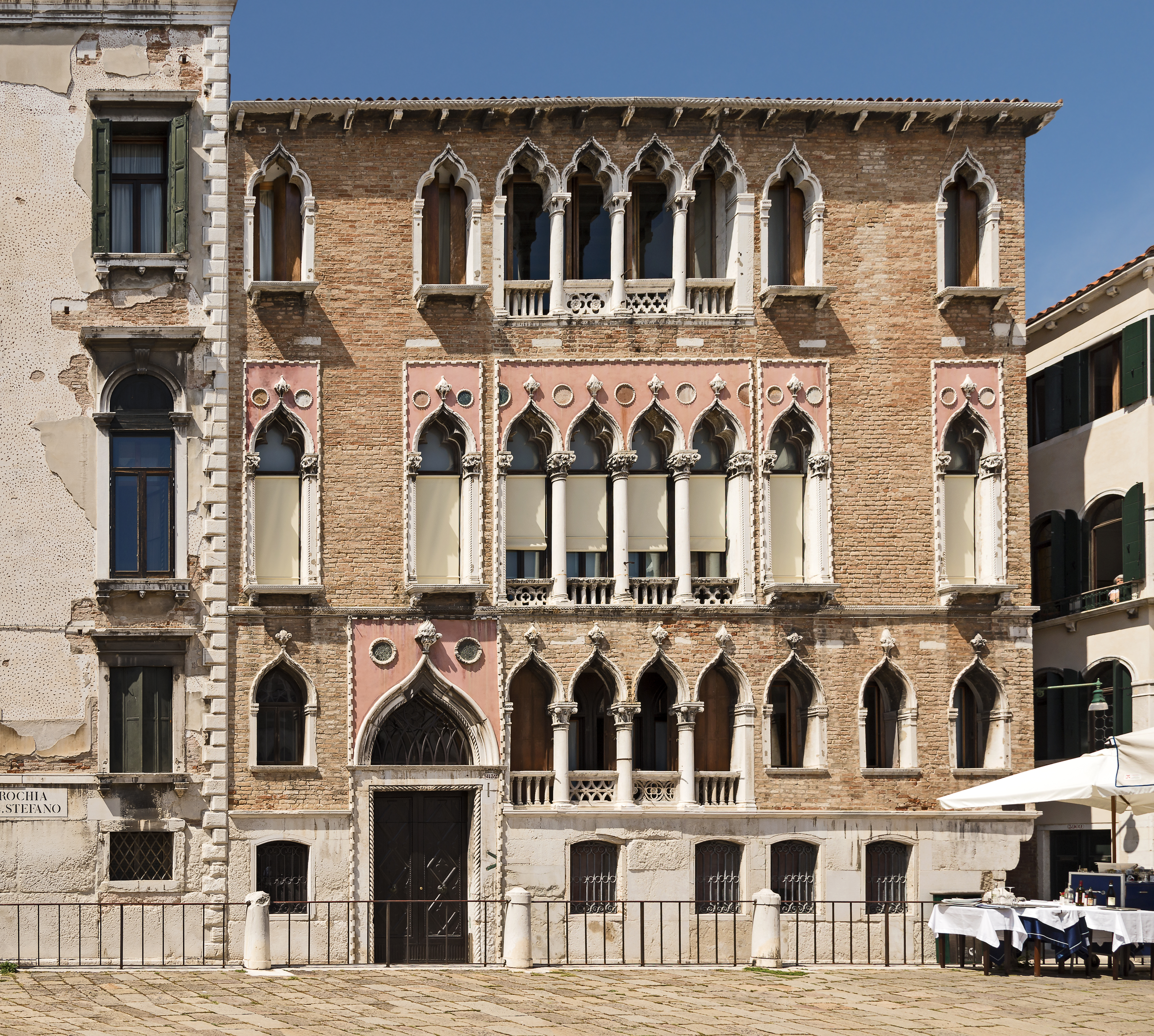
Палаццо Ґрітті-Морозіні

Ґрітті (італ. Gritti) — знатна венеційська родина, що веде своє походження найімовірніше з Кандії. У XV столітті один з представників цієї родини — Бенедетто Ґрітті був дожем Кандії протягом року. 

## Історія
Ґрітті набувають ваги у Венеції у XIII столітті, з огляду на їх вплив в одному з найважливіших венеційських володінь Середземномор'я Криті. Входять до великої ради з 1297 року. Основними теренами для них була військова справа; вони були воєначальниками республіки і кондотьєрами. Так Мікеле Ґрітті у ранзі кондотьєра брав участь у війні з міланськими Вісконті у 1437 — 1441 роках. Його син Андреа також брав участь у воєнних діях проти Мілану, був проведітором військових сил, направлених проти цієї держави. У 1440 році він став капітаном у Віченці, а у 1443 подестою Берґамо. При Тріадано Ґрітті значення родини тільки збільшувалось. Довгий час його діяльність була пов'язана з урядуванням у Падуї, де він був подестою і двічі капітаном (1465, 1473). Наприкінці життя він був командувачем венеційського флоту у війні з османами. Одночасно Тріадано був опікуном свого онука Андреа Ґрітті, що був дипломатом, відомим воєначальником, членом Ради десяти, проведітором армії у Війні Камбрейської ліги та дожем у 1523 — 1538. Найзначнішим для Венеції часу правління дожа Андреа було османське питання і відносини з султаном Сулейманом Пишним. До Стамбула були відправлені посольства, членом одного з яких був Альвізе Грітті, син дожа та невідомої грекині або туркині. Альвізе Ґрітті пов'язав своє життя з Османською імперією, як і інші двоє синів Андреа від тієї ж жінки — Лоренцо і Ґреґоріо. Після них Грітті займаються восновному торгівлею на Сході. Серед представників цієї родини пізнішого часу можна відзначити єпископа Сімоне Ґрітті.  
У Венеції Ґрітті володіли значною кількістю нерухомості. Серед палаццо, що в той чи інший час належали родині були Ка'Ґрітті, палаццо Пізані-Ґрітті, палаццо Ґрітті-Бадоер та інші.